# Yngve Falkland
Alf Yngve Falkland, född 17 februari 1901 i Raus församling, Malmöhus län, död 22 februari 1985, var en svensk företagsledare.
Falkland, som var son till skeppsredare Axel Falkland och Alma Backe, avlade studentexamen 1920, utexaminerades från Chalmers tekniska institut 1924 och var stipendiat i USA 1927–1928. Han var anläggningsingenjör vid Svenska Elektromekaniska Industri AB (sedermera AB Elektromekano) i Helsingborg 1925–1927, i London 1928–1929, chef för elektriska anläggningarna på SKF och Hofors bruk 1929–1936, på Fagersta Bruks AB 1936–1945, anläggningsingenjör på Asea i Västerås 1945–1946, verkställande direktör för Asea i Pretoria 1946–1951, Elektriska AB Sivers & Häger i Jönköping 1951–1952 samt verkställande direktör och styrelseledamot i AB Elektromekano 1953–1967. Han var delägare i AB Varmgalvaniseringsfabriken i Landskrona från 1957. Han var styrelseordförande Rederi AB Wallen från 1953, Raus Fastighets AB från 1956 och AB Varmgalvaniseringsfabriken från 1957. Han var ledamot av Helsingborgs stads drätselkammare 1954–1962. Han tilldelades John Ericssonmedaljen.